# Sztuka bosporańska

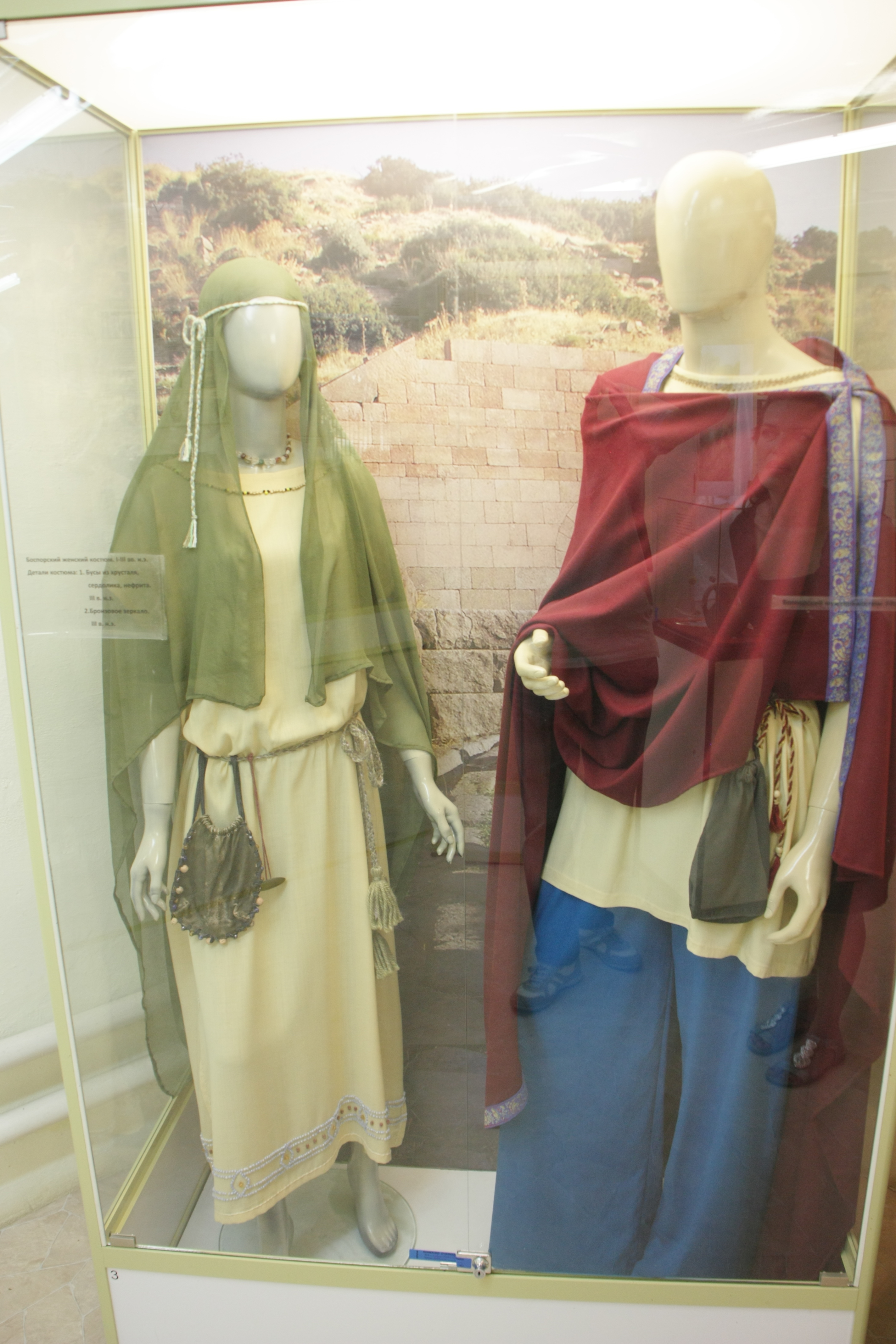
Stroje Bosporańskie ok. III wieku n.e.

Sztuka bosporańska – sztuka Królestwa Bosporańskiego, rozwijająca się od V wieku p.n.e. do IV wieku n.e. na terenach obejmujących wschodnią część Krymu, Półwysep Tamański, obszar Kubania i ujścia Donu. Przodującymi ośrodkami artystycznymi były stolica kraju Pantikapajon oraz stolica jego azjatyckiej części Fanagoria, znajdująca się po drugiej stronie Bosforu Kommeryjskiego (współczesnej Cieśniny Kerczeńskiej).
Sztukę Bosporu kształtowały wpływy kultury i sztuki greckiej, szczególnie silne w pierwszych wiekach istnienia państwa, czyli między V a III wiekiem p.n.e., oraz tradycje kulturowe plemion miejscowych, głównie Scytów, ale także Meotów i Syndów, a w późniejszym okresie także Sarmatów. Od I wieku n.e. zaznacza się także wpływ sztuki rzymskiej.

## Dominacja wpływów greckich (V – II wiek p.n.e.)

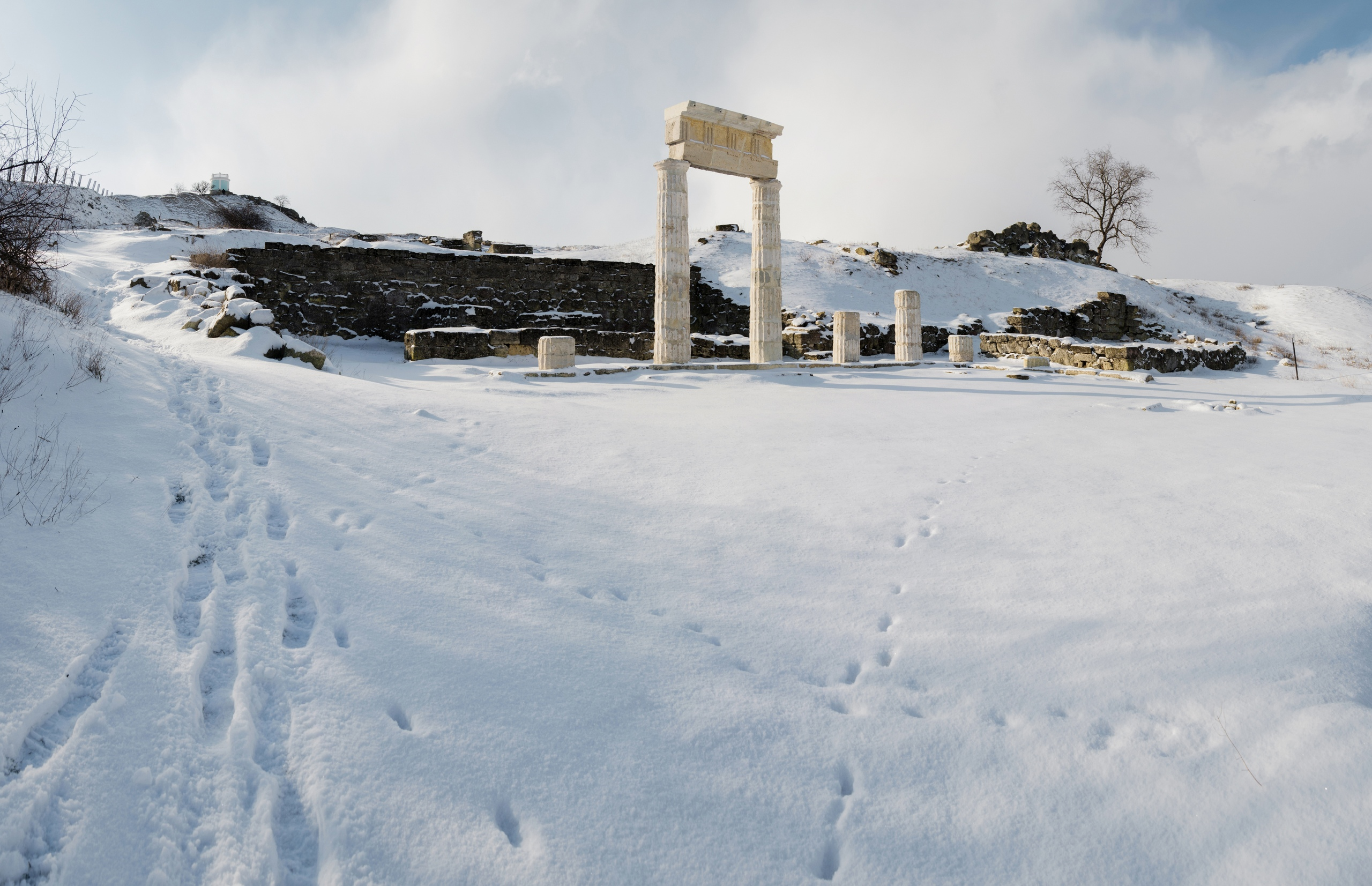
Pozostałość Prytanejonu w Pantikapajonie

### Urbanistyka, architektura i malarstwo ścienne
Silne oddziaływanie kultury greckiej widoczne jest szczególnie w urbanistyce i architekturze i przejawia się w stosowaniu regularnej siatki ulic oraz kontynuowaniu tradycji architektury sakralnej i mieszkalnej. Grecki charakter miało także monumentalne malarstwo ścienne, co widać na przykładzie malowidła przedstawiającego głowę Demeter z kurhanu Bolszaja Bliznica z IV wieku p.n.e. czy grobowca z Pantikapajonu z V wieku p.n.e., zdobionego 3 pasami dekoracji malarskiej i fryzem przedstawiającym przedmioty z palestry.

### Sztuka sepulkralna

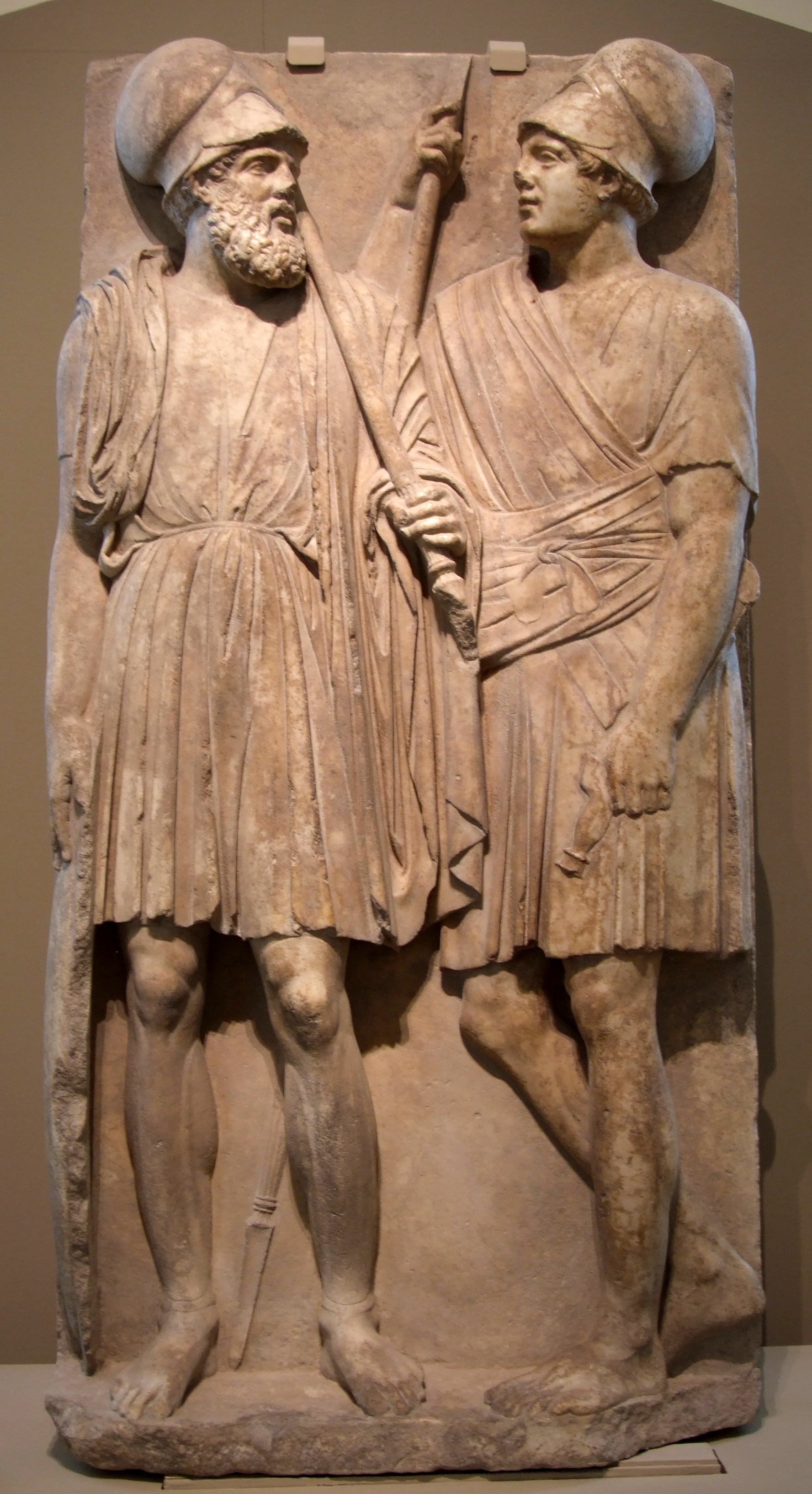
Kamień nagrobny z Półwyspu Tamańskiego, IV wiek p.n.e.

Do oryginalnych osiągnięć sztuki bosporańskiej zalicza się sztukę sepulkralną, głównie architekturę grobowcową i drewniane sarkofagi. W architekturze grobowcowej wykształciło się kilka typów grobów:
- kamienny, poprzedzony długim korytarzem (dromos) i posiadający sklepienie pozorne, którego przykładem jest kurhan Królewski,
- kurhanowy o komorach ziemnych,
- kurhanowy o komorach ceglanych itp.

Drewniane sarkofagi były zdobione dekoracją malarską, inkrustacją i ażurem. Takimi sarkofagami były:
- sarkofag z Kul-Oba z IV wieku p.n.e., ozdobiony malowidłami i malowanymi okładzinami z płytek z kości słoniowej oraz inkrustowany szkłem,
- sarkofag z Anape z III wieku p.n.e. z postaciami Nereid,
- sarkofag z Pantikapajonu z II wieku p.n.e. z ażurowym reliefem i dekoracją malarską.

Grobowce i drewniane sarkofagi przeznaczone były zarówno dla mieszkańców państwa bosporańskiego, jak i dla przedstawicieli arystokracji plemiennej Scytów, Syndów i Meotów.

### Złotnictwo

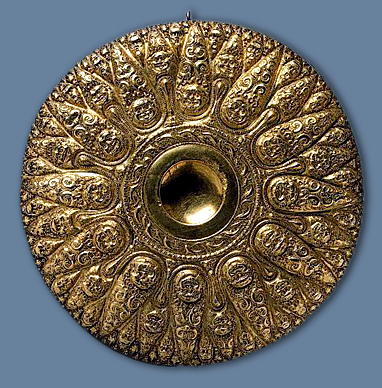
Patera bosporańska z IV wieku p.n.e.

Niezwykle wysoki poziom uzyskała w Królestwie Bosporańskim toreutyka, a zwłaszcza złotnictwo, w którym silne wpływy greckie kształtowały gust odbiorców z arystokracji plemiennej. Przykładem tego są wspaniałe wyroby złotnicze odkryte w pochówkach w takich kurhanach jak Kul Oba, Melitopolski, Sołocha, Gajmanowa Mogiła.

### Ceramika
Na wysokim poziomie stała produkcja ceramiczna. Ceramika naśladowała ceramikę grecką i była ozdobiona dekoracją malarską lub reliefową. W tym zakresie wyróżniała się szczególnie działalność warsztatów Fanagorii, z których pochodzą wykonane w formach plastycznych wazy i terakoty o bogatej polichromii. Stąd też pochodziła tzw. ceramika akwarelowa, charakterystyczna dla IV wieku p.n.e., występująca najczęściej pod postacią pelike z przedstawieniami pojedynczych postaci typowych dla legend lokalnych, takich jak Amazonki, gryfy czy sfinksy.

## Okres synkretyzmu i sarmatyzacji sztuki (II wiek p.n.e. – IV wiek n.e.)
Od końca II wieku p.n.e. do IV wieku n.e. w sztuce bosporańskiej zaznaczyło się zmniejszenie oddziaływania wpływów greckich z jednoczesnym wzmocnieniem się wpływów tradycji lokalnych i postępującą sarmatyzacją sztuki.

### Malarstwo
W malarstwie, będącym najbardziej reprezentatywną dziedziną sztuki Bosporu, wyrażało się to w synkretyzmie tematycznym, łączącym grecką tematykę mitologiczną ze scenami i realiami życia codziennego oraz pewnej nieporadności artystycznej, wyrażającej się kłopotami z perspektywą, frontalizmie, płaskim przedstawianiu postaci, linearyzmie, ograniczaniu kompozycji figuralnych na rzecz ornamentyki roślinnej (tzw. styl kwiecisty).

### Sztuka sepulkralna
Do najbardziej interesujących przykładów monumentalnego malarstwa tego okresu należy dekoracja grobów. Można to zaobserwować dla przykładu w grobowcach z nekropoli Pantikapajonu, takich jak:
- grobowiec z I wieku p.n.e., gdzie styl inkrustacyjny łączy się ze scenami o tematyce sepulkralnej i postaciami z mitologii greckiej,
- tzw. grobowiec Demeter, gdzie stylowi kwiecistemu towarzyszą greckie w swoim charakterze przedstawienia Demeter,
- grób Antesteriosa z końca I wieku p.n.e., cechujący się synkretyzmem tematycznym i zastosowaniem intensywnych barw.

Realizm w przedstawianiu życia codziennego był kontynuowany również w II wieku n.e., czego przykładem jest tzw. grób Stassowski w Pantikapajonie, w którym jedna z kompozycji ukazuje dynamiczna scenę walki wojowników bosporańskich z miejscowymi plemionami.
Łączenie tematyki kultowej z realiami życia codziennego występowało również w malarstwie sarkofagowym, np. kamienny sarkofag z Pantikapajonu z końca I lub początku II wieku n.e., zdobiony m.in. przedstawieniami uczty oraz wnętrza pracowni malarskiej.

### Złotnictwo
Zmienił się także charakter wyrobów złotniczych – misterne przedstawienia figuralne i ornamentalne ustąpiły miejsca masywnym ozdobom z barwną dekoracją z kamieni półszlachetnych, emalii i kolorowego szkła.

### Rzeźba portretowa
Pod wpływem sztuki rzymskiej pojawiła się rzeźba portretowa, łącząca realizm szczegółów, szczególnie strojów, z linearyzmem. Przykładem tych wpływów jest posąg poety z Charaksu z przełomu I wieku p.n.e. i I wieku n.e. oraz posąg Gorgiopiasa Neoklesa z Anape z II wieku n.e.
Synkretyzm grecko-rzymsko-lokalny można natomiast zaobserwować w reliefie, głównie sepulkralnym.